# 朗湖 (伊利諾伊州)
朗湖（英語：Long Lake）是位於美國伊利諾伊州萊克縣的一個人口普查指定地區。

## 地理
朗湖的座標為42°22′26″N 88°07′37″W / 42.37389°N 88.12694°W，而該地最高點為海拔高度224米（即735英尺）。

## 人口
根據2010年美國人口普查的數據，朗湖的面積為4.13平方千米，當中陸地面積為2.61平方千米，而水域面積為1.52平方千米。當地共有人口1379人，而人口密度為每平方千米333.9人。